# Tomáš Butta

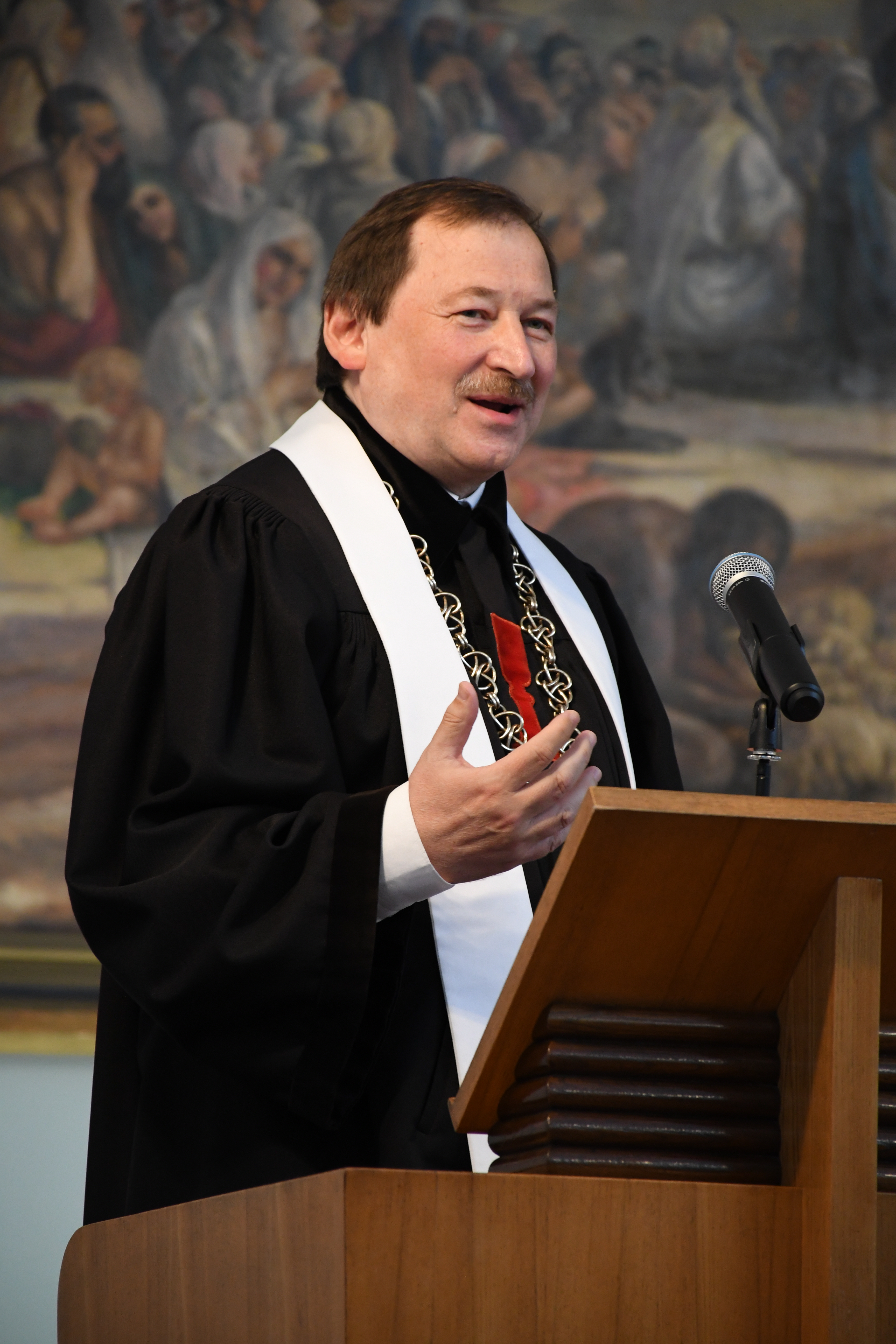
Tomáš Butta (2020)

Tomáš Butta (* 1958 in Prag) ist ein tschechischer Theologe, Geistlicher und der achte Patriarch der Tschechoslowakischen Hussitischen Kirche. 

## Leben
Nach seinem Abschluss an der Theologischen Fakultät in Prag empfing Butta 1984 das Sakrament der Priesterweihe der Tschechoslowakischen Hussitischen Kirche und wurde als Pfarrer der Diözese Hradec Králové eingesetzt. Er wirkte in den Kirchengemeinden Semily und Turnov. 1997 promovierte er zum Doktor der Theologie. Im selben Jahr begann er als Pfarrer in Prag und gleichzeitig als Assistenzprofessor an der Hussitisch-Theologischen Fakultät der Karls-Universität in Prag zu arbeiten. 1999 wurde er zum Generalsekretär der achten Versammlung der Tschechoslowakischen Hussitenkirche gewählt.
Am 23. September 2006 wurde er zum 8. Patriarchen der Tschechoslowakischen Hussitischen Kirche gewählt. Am 28. September 2006 wurde er in der Prager St.-Nikolaus-Kirche zum Bischof geweiht und anschließend in das Amt des Patriarchen eingeführt. Seitdem wurde er für zwei weitere Amtsperioden gewählt.
Butta ist verheiratet und Vater von drei Söhnen. Er ist Autor zahlreicher Lieder, biblischer Dramatisierungen, Artikel und Fachwerke.